# Müsch
Müsch é um município da Alemanha localizada no distrito de Ahrweiler, no estado da Renânia-Palatinado.
É membro da associação municipal de Adenau.